# Корбаска
Корбаска (рум. Corbasca) — село у повіті Бакеу в Румунії. Входить до складу комуни Корбаска.
Село розташоване на відстані 221 км на північ від Бухареста, 36 км на південний схід від Бакеу, 101 км на південь від Ясс, 117 км на північний захід від Галаца, 138 км на північний схід від Брашова.

## Населення
За даними перепису населення 2002 року у селі проживали 787 осіб.
Національний склад населення села:
| Національність | Кількість осіб | Відсоток |
| -------------- | -------------- | -------- |
| румуни         | 770            | 97,8%    |
| цигани         | 17             | 2,2%     |

Рідною мовою назвали:
| Мова      | Кількість осіб | Відсоток |
| --------- | -------------- | -------- |
| румунську | 770            | 97,8%    |
| циганську | 17             | 2,2%     |